# Reimis Smith

a Compétitions nationales et continentales officielles uniquement.

b Matchs officiels uniquement.
Reimis Smith, né le 13 mai 1997 à Sydney (Australie), est un joueur de rugby à XIII néo-zélandais évoluant au poste d'ailier ou de centre dans les années 2010. Il fait ses débuts en National Rugby League (« NRL ») avec les Bulldogs de Canterbury-Bankstown lors de la saison 2016. Il prend part à la première édition de la Coupe du monde de rugby à neuf au cours de laquelle il atteint la finale.

## Biographie
Son père, Tyran Smith, est un ancien joueur de rugby à XIII international néo-zélandais.

## Palmarès
- Collectif :
  - Finaliste de la Coupe du monde de rugby à neuf : 2019 (Nouvelle-Zélande).

### En club

#### Statistiques
| Saison | Club                          | Compétition           | Matchs | Points | Essais | Goals | Drops |
| ------ | ----------------------------- | --------------------- | ------ | ------ | ------ | ----- | ----- |
| 2016   | Canterbury-Bankstown Bulldogs | National Rugby League | 1      | 8      | 2      | -     | -     |
| 2017   | Canterbury-Bankstown Bulldogs | National Rugby League | 0      | -      | -      | -     | -     |
| 2018   | Canterbury-Bankstown Bulldogs | National Rugby League | 11     | 28     | 7      | -     | -     |
| 2019   | Canterbury-Bankstown Bulldogs | National Rugby League | 23     | 48     | 12     | -     | -     |
| 2020   | Canterbury-Bankstown Bulldogs | National Rugby League | 14     | 16     | 4      | -     | -     |
| 2021   | Melbourne Storm               | National Rugby League | 25     | 56     | 14     | -     | -     |
| 2022   | Melbourne Storm               | National Rugby League | 9      | 4      | 1      | -     | -     |
| 2023   | Melbourne Storm               | National Rugby League | 22     | 20     | 5      | -     | -     |
| 2024   | Melbourne Storm               | National Rugby League | 12     | 20     | 5      | -     | -     |
| 2024   | Dragons Catalans              | Super League          | 12     | 20     | 5      | -     | -     |
| 2025   | Dragons Catalans              | Super League          | -      | -      | -      | -     | -     |